# HD50895
HD50895 — хімічно пекулярна зоря спектрального класу B9, що має видиму зоряну величину в смузі V приблизно  9,7.
Вона  розташована на відстані близько 3397,5 світлових років від Сонця.

## Пекулярний хімічний вміст
Зоряна атмосфера HD50895 має підвищений вміст 
Si
.